# Anna Branicka
Anna Branicka (née en 1567 à Cracovie en Pologne et décédée en 1639) est une aristocrate polonaise. Elle est la fille de Grzegorz Branicki et de Katarzyna Kotwiczówna. 
Elle se marie avec Sebastian Lubomirski en 1581 ou 1582. Ensemble, ils auront six enfants : Stanisław Lubomirski, Joachim Lubomirski, Katarzyna Lubomirska, Zofia Lubomirska, Barbara Lubomirska et Krystyna Lubomirska.